# 新城市立東郷西小学校
新城市立東郷西小学校（しんしろしりつ とうごうにししょうがっこう）は、愛知県新城市にある公立小学校。　元　東郷村立東郷西小学校

## 概要
- 校区は平井の一部、上平井、矢部、富沢、富永であり、公立中学校に進む場合は新城市立東郷中学校に進学する[1]。
- 旧・南設楽郡東郷村の小学校であった。
- 新城市立東郷西こども園出身の児童が多い。
- 戦時中、二宮金次郎像が金属供出のため無くなった。その後、木像が作られた。

## 沿革
- 1872年（明治5年） - 新町村に新街学校が開校。最勝院[注釈 1] を仮校舎とする。新町村、片山村、上平井村、下平井村、宗高村、東矢部村、西矢部村の児童が通学する。
- 1874年（明治7年）10月 - 新街学校から片山村、上平井村、下平井村、宗高村、東矢部村、西矢部村が離脱し、下平井村に下平井学校が開校する。
- 1878年（明治11年） -
  - 下平井村と宗高村が合併し、平井村となる。
  - 上平井村と恵美酒方村が合併し、上平井村となる。
  - 東矢部村と西矢部村が合併し、矢部村となる。
- 1887年（明治20年） - 尋常小学下平井学校に改称する。
- 1889年（明治22年）10月1日 - 平井村、上平井村、富沢村、矢部村が合併し、平井村が発足。
- 1890年（明治23年）10月 - 校舎を新築し、移転する。
- 1892年（明治25年）10月 - 平井尋常小学校に改称する。平井村字富沢が校区に加わり、西郷村字片山（旧・片山村）が千郷尋常高等小学校校区に移る。
- 1904年（明治37年）5月 - 校舎を新築し、移転する。
- 1906年（明治39年）
  - 5月1日 - 平井村、信楽村、石座村が合併し、東郷村が発足する。
  - 10月 - 東郷第一尋常小学校に改称する。
- 1909年（明治42年）4月 - 高等科を設置し、東郷第一尋常高等小学校に改称する。
- 1910年（明治43年）4月 - 東郷西尋常高等小学校に改称する。
- 1941年（昭和16年）4月1日 - 東郷西国民学校に改称する。
- 1947年（昭和22年）4月1日 - 東郷村立東郷西小学校に改称する。
- 1953年（昭和28年） - 校舎を新築する。
- 1955年（昭和30年）4月15日 - 南設楽郡新城町、千郷村、東郷村と八名郡舟着村、八名村と合併し、南設楽郡新城町となる。同時に新城町立東郷西小学校に改称する。
- 1958年（昭和33年）11月1日 - 新城町が市制施行し、新城市となる。同時に新城市立東郷西小学校に改称する。
- 1963年（昭和38年）8月 - 校舎（鉄筋コンクリート造）を新築する。
- 1988年（昭和63年）2月 - 校舎を増築する。
- 1992年（平成4年）2月 - 体育館が完成する。

## 交通アクセス
- JR東海飯田線茶臼山駅下車、徒歩約12分。
- JR東海飯田線東新町駅下車、徒歩約14分。
- 豊鉄バス新豊線、田口新城線「新城東高校」バス停より徒歩約5分。
- 新城市Sバス中宇利線、作手線「新城東高校」バス停より徒歩約5分。

## 周辺施設
- 愛知県立新城有教館高等学校
- 新城市立東郷中学校
- 東郷西こども園
- JR東海 飯田線
  - 茶臼山駅
  - 東新町駅